# Велике Косиково
Велике Ко́сиково (рос. Большое Косиково) — присілок у складі Грязовецького району Вологодської області, Росія. Входить до складу Ростиловського сільського поселення.

## Населення
Населення — 53 особи (2010; 63 у 2002).
Національний склад (станом на 2002 рік):
- росіяни — 100 %